# Goodenia auriculata
Goodenia auriculata är en tvåhjärtbladig växtart som beskrevs av George Bentham. Goodenia auriculata ingår i släktet Goodenia och familjen Goodeniaceae. Inga underarter finns listade i Catalogue of Life.